# 霍尔峰会 (路易斯安那州)
霍尔峰会（英語：Hall Summit），是美国路易斯安那州下属的一座村镇。根据2010年美国人口普查，该市有人口300人。建置上，属于“village”。